# Bemisia ovata
Bemisia ovata es un hemíptero de la familia Aleyrodidae, con una subfamilia: Aleyrodinae.
Fue descrita científicamente por primera vez por Goux en 1940.